# Лаэ (город)
Лаэ (англ. Lae) — город в Папуа — Новой Гвинее.

## История
Лаэ был основан в 20-е годы XX столетия в районе золотодобычи, на месте немецкой миссионерской станции Lehe. Название посёлка было изменено на Лаэ. В 1935 году население Лаэ состояло из немногим более чем сотни австралийцев, работавших в основном в авиации и обслуживании золотых приисков в Кокоде.
2 июля 1937 года из Лаэ в свой последний полёт отправилась выдающаяся американская лётчица Амелия Эрхарт.
Во время Второй мировой войны, с 1941 по 1943 год, в Лаэ базировались японские истребительные части. В этот же период, в результате налётов союзной авиации, город был разрушен. Восстанавливался вокруг старого, не использовавшегося более аэропорта. Взлётно-посадочная полоса аэродрома сохранилась до нашего времени.
В 1991 году в Лаэ и Порт-Морсби проходили соревнования Южнотихоокеанских игр.

## География
Лаэ с его 100 677 жителями (по данным на 2012 год) является вторым по величине городом Папуа — Новой Гвинеи. по данным переписи 2000 года население города насчитывало 78 038 человек. Расположен на северо-восточном побережье Новой Гвинеи, омываемом Тихим океаном, в бухте Хуон. Административный центр провинции Моробе. Рядом с городом расположен международный аэропорт Надзаб. Основой местной экономики является сбор урожая на окружающих Лаэ кофейных и чайных плантациях и его переработка.
В Лаэ находится знаменитый Ботанический сад, занимающий более 100 гектаров, в котором собраны представители всех видов флоры Новой Гвинеи.

### Климат
| Показатель              | Янв. | Фев. | Март | Апр. | Май | Июнь | Июль | Авг. | Сен. | Окт. | Нояб. | Дек. | Год  |
| ----------------------- | ---- | ---- | ---- | ---- | --- | ---- | ---- | ---- | ---- | ---- | ----- | ---- | ---- |
| Абсолютный максимум, °C | 38   | 37   | 38   | 33   | 33  | 34   | 32   | 32   | 32   | 35   | 34    | 35   | 38   |
| Средний максимум, °C    | 31   | 31   | 30   | 30   | 29  | 28   | 27   | 27   | 28   | 29   | 30    | 30   | 29   |
| Средняя температура, °C | 27   | 27   | 27   | 26   | 26  | 25   | 25   | 25   | 25   | 26   | 26    | 27   | 26   |
| Средний минимум, °C     | 23   | 23   | 23   | 23   | 22  | 22   | 22   | 22   | 22   | 22   | 23    | 23   | 22   |
| Абсолютный минимум, °C  | 20   | 21   | 21   | 21   | 19  | 19   | 19   | 19   | 18   | 18   | 21    | 20   | 18   |
| Норма осадков, мм       | 280  | 230  | 320  | 400  | 410 | 420  | 520  | 520  | 430  | 400  | 320   | 330  | 4630 |
| Источник: Weatherbase   |      |      |      |      |     |      |      |      |      |      |       |      |      |

## Города-партнёры
- Кэрнс, Австралия